# الألعاب الأولمبية الشتوية 1936

شعار الألعاب الأولمبية الشتوية 1936.

أقيمت الألعاب الأولمبية الشتوية لسنة 1936 في مدينة غارميش-بارتنكيرشن الألمانية.